# Dragutin Cvijak
Dragutin Cvijak (eredetileg magyarul: Zwieback Károly, horvátul: Dragutin Zwieback, Eszék, 1884. március 27. – Jasenovaci koncentrációs tábor, 1941. november 18.) magyarországi zsidó származású jugoszláv ügyvéd, a zágrábi szabadkőműves páholy tagja és a Makabi Zsidó Futball- és Sportklub (ŽGŠD Makabi) első elnöke. A holokauszt áldozata.

## Élete
Dragutin Cvijak 1884. március 27-én született Vatroslav és Malvina Zwieback zsidó szülők családjában Eszéken az Osztrák–Magyar Monarchia idején. Apja 1891-ben költözött a magyarországi Harsány községből Eszékre, édesanyja pedig pesti származású volt. Vatroslav Zwieback „első osztályú” ruha-, lábbeli- és kalapboltot vezetett Eszéken. A Zwieback család a város kellős közepén, a Khuen-Hédervári téren élt. Dragutin 1891-ben szülővárosában a Királyi Felsőgimnáziumba (Königliches Obergymnasium) járt. 1902-ben beiratkozott a Bécsi Egyetem jogi karára. Tanulmányait 1905-ben Horvátországba visszatérve a Zágrábi Egyetem jogi karán folytatta, ahol ugyanabban az évben szerzett diplomát. 1907-ben a Zágrábi Egyetem Állam- és Jogtudományi Karán doktorált. 1912-ben feleségül vette Margareta Šont, Ivan és Kamila Polak lányát. 1918. május 10-én ebből a házasságból egy fia, Gustav született. 1919. május 4-én a zágrábi Makabi Zsidó Futball- és Sportklub szervezőbizottságának egyik alapítója és elnöke, majd a klub első elnöke lett. Élete során kiemelkedő zágrábi ügyvédként aktív tagja volt a Zágrábi Izraelita Hitközségnek, igazgatója a Humanitárius Társaságnak igazgatótanácsának, valamint tagja a zágrábi szabadkőműves páholynak. 1939. május 8-án a Jugoszláv Királyság területén a náci propaganda által kiváltott elburjánzott antiszemitizmus miatt családi nevét Cvijakra változtatta. Ennek ellenére a Független Horvát Állam (NDH) idejében a második világháború alatt az usztasák letartóztatták, és a jasenovaci koncentrációs táborba deportálták, ahol 1941. november 18-án megölték. Felesége és fia túlélte a holokausztot, az usztasák elől Dalmáciába, majd Olaszországba menekült.

## Fordítás
Ez a szócikk részben vagy egészben  a   Dragutin Cvijak című szerbhorvát Wikipédia-szócikk ezen változatának fordításán alapul.  Az eredeti cikk szerkesztőit annak laptörténete sorolja fel. Ez a jelzés csupán a megfogalmazás eredetét és a szerzői jogokat jelzi, nem szolgál a cikkben szereplő információk forrásmegjelöléseként.